# Ternsund
Ternsund — хімічний танкер (хімовоз-продуктовоз), збудований на замовлення данської компанії Terntank Rederi.
Перший у світі морський хімовоз, проект якого одразу передбачав встановлення енергетичної установки, розрахованої на використання зрідженого природного газу. Можливо відзначити, що ще до завершення Ternsund з'явились хімічні танкери з двигунами, здатними споживати ЗПГ, проте Bit Viking став конверсією вже існуючого судна, а перший хімовоз-новобудова Argonon відноситься до річкових суден.   
Ternsund споруджений у 2016-му на верфі компанії Avic Dingheng Shipbuilding у Китаї. Відноситься до хімічних танкерів Тип 2, має 16 вантажних танків та 9 можливих видів вантажу. Енергетична установка складається із двох двигунів Wärtsilä RT-flex50-D, які можуть використовувати як традиційні нафтопродукти, так і ЗПГ. Використання останнього дозволяє значно скоротити викиди шкідливих речовин (сполуки сірки, а також оксиди азоту та діоксид вуглецю).
В серпні 2016-го судно стало першим, яке пройшло бункерування зрідженим природним газом у порту Роттердама. Сюди воно прибуло на шляху з Китаю з метою подальшої роботи на North European Oil Trade (NEOT), яка зафрахтувала танкер для обслуговування нафтопереробного заводу в Гетеборзі.
Ternsund став першим із замовлення на чотири однотипних судна, розміщеного у Avic Dingheng Shipbuilding (поставка останнього здійснена в березні 2017 року).